# Sociedade Divina Providência
A Sociedade Divina Providência é uma entidade católica ligada à Congregação das Irmãs da Divina Providência, fundada na Alemanha em 1842 pelo Padre Eduardo Michelis e, no Brasil, em 1911, com fins assistenciais, educacionais, científicos e culturais. No estado brasileiro de Santa Catarina, a entidade é mantenedora de diversos hospitais e escolas de renome. As Irmãs da Divina Providência tem presença marcante também no Rio Grande do Sul.
Em março de 1895, chegaram ao Brasil as primeiras Irmãs, estabelecendo-se em Tubarão, Santa Catarina. Ao longo dos anos,elas expandiram seu trabalho missionário para outras regiões do Brasil e da América Latina. O ingresso da Congregação no Rio Grande do Sul data de 1918, na cidade de Pelotas.
Em Porto Alegre, o trabalho iniciou no Hospital Beneficência Portuguesa e no Instituto de Aposentadorias e Pensões dos Estivadores e Transportes de Cargas (IAPTEC), hoje Hospital Presidente Vargas. As Irmãs também cuidavam da Casa Araceli, um residencial para descanso e recuperação de padres. Atualmente é o prédio administrativo do Hospital Divina Providência. 
Os hospitais de Estrela/RS e de Arroio do Meio/RS (Hospital São José) também são administrados pelas Irmãs, fazendo parte da Rede de Saúde Divina Providência. É o resultado de mais de quatro décadas de serviço apostólico para o cuidado à vida, compromissado com a eficiência e fidelidade ao carisma da Congregação das Irmãs da Divina Providência.
Fundada em 06/01/1956, a Rede congrega cinco hospitais, além de inúmeros programas e projetos de assistência social em saúde. A Rede, com mais de 2.400 funcionários e 2.500 médicos credenciados, realiza, ao ano, em torno de 21.000 cirurgias, 160.000 atendimentos ambulatoriais e 99.000 exames.
O tradicional Colégio São Miguel de Arroio do Meio/RS foi fundado pela congregação e por muitos ano mantido com a forte participação das Irmãs. Atualmente denominado Colégio Bom Jesus/São Miguel, está sob a administração do Grupo Educacional Bom Jesus. O Colégio Bom Jesus (como Rede) atua há mais de 120 anos no Brasil com base nos princípios franciscanos, vinculado à Província Franciscana da Imaculada Conceição do Brasil.

## Obras em Santa Catarina, Brasil

### Hospitais
- Hospital Nossa Senhora da Conceição[2] - Tubarão
- Hospital Santa Isabel[3] - Blumenau
- Hospital e Maternidade São José - Jaraguá do Sul
- Hospital São José e Maternidade Chiquinha Gallotti - Tijucas

### Escolas
- Colégio Santos Anjos - Joinville/Santa Catarina
- Colégio São José - Tubarão/Santa Catarina
- Colégio Stela Maris - Laguna/Santa Catarina
- Colégio Sagrada Família[4] - Blumenau/Santa Catarina
- Colégio Bom Jesus | Divina Providência - Jaraguá do Sul/Santa Catarina
- Colégio Bom Jesus | Coração de Jesus - Florianópolis/Santa Catarina
- Jardim de Infância Beija-Flor - Bom Retiro/Santa Catarina
- Centro Social Mont Serrat - Florianópolis/Santa Catarina